# CBS Evening News
CBS Evening News er det flagskibs aftennyhedsprogram fra det amerikanske tv-netværk CBS. Showet debuterede den 1. juli 1941.